# Báta
Báta là một thị trấn thuộc hạt Tolna, Hungary. Thị trấn này có diện tích 66,17 km², dân số năm 2010 là 1729 người, mật độ 26 người/km².